# Marc-Théodore Bourrit
Marc-Théodore Bourrit, né à Genève le 6 août 1739 et mort à Lancy le 7 octobre 1819, est un alpiniste à la fois chantre, compositeur, artiste peintre, graveur, voyageur, écrivain et historiographe suisse, considéré, avec Horace-Bénédict de Saussure et Jean André Deluc, comme un pionnier de l'exploration des Alpes et de l'alpinisme.

## Biographie
Marc-Théodore Bourrit est issu d'une famille cévenole française, qui trouve refuge à Genève pour raisons religieuses. Contrairement à Horace-Bénédict de Saussure ou Jean André Deluc, Marc-Théodore Bourrit n'est ni scientifique ni issu de l'aristocratie genevoise et ses moyens financiers sont donc limités. En 1768 il exerce comme chantre à la cathédrale protestante Saint-Pierre de Genève. En 1775, il rencontre Victor-Amédée III de Sardaigne qui le présente à Louis Stanislas Xavier de France, le futur roi Louis XVIII. En 1781, il se lie d'amitié avec Georges-Louis Leclerc de Buffon et est présenté à Louis XVI qui lui octroie une pension de 600 livres de France. En 1795, il est chargé de surveiller la construction de l'hospice de Montenvers, dû à la générosité du résident de France à Genève, Félix Desportes. Marc-Théodore Bourrit est l'initiateur de la construction de la route qui conduit de Bonneville à Cluses.

### Le musicien
Bon chanteur, Marc-Théodore Bourrit est aussi compositeur de musique d'église et il donne deux concerts à Paris en 1781 à l'église de Sceau et à celle de la Sorbonne. En 1791, il publie un Essai sur la musique d'église.

### L'alpiniste
Marc-Théodore Bourrit est peintre sur émail lorsqu'il découvre en 1761 les Alpes depuis le sommet des Voirons. C'est alors pour lui une véritable révélation.
En 1766, Marc-Théodore Bourrit visite la vallée de Chamonix. Ce premier séjour sera suivi par vingt-huit autres. En 1775, il découvre une nouvelle voie d'ascension au mont Buet (3 096 m), par la Pierre à Bérard (Vallorcine). Plus tard, il tente, à plusieurs reprises, l'ascension du mont Blanc (en compagnie de Michel Paccard ou de Saussure) sans jamais y parvenir. Le 27 août 1787, au cours d'une de ses dernières tentatives, il effectue la troisième traversée du col du Géant, deux mois après celles effectuées tout d'abord par Charles-François Exchaquet puis par Jean-Michel Cachat et Jean-Michel Tournier.

#### Le mont Blanc
Marc-Théodore Bourrit, à l'instar d'Horace-Bénédict de Saussure, a été un instigateur de la conquête du mont Blanc. Cependant, ses écrits ont quelque peu déformé la réalité pour minimiser l'exploit de Michel Paccard et donner tout l'exploit à Jacques Balmat. En effet, Marc-Théodore Bourrit avait la volonté d'être le premier homme à monter en haut du mont Blanc. Puisque le docteur Paccard l'avait dépassé, et peut-être à cause de Jacques Balmat, voulant se faire passer pour un surhomme, ces écrits ont diminué l'impact de Paccard lors de cette ascension.
Marc-Théodore Bourrit ne gravit finalement jamais le mont Blanc.

### Le peintre et graveur

Le glacier des Bossons par Marc-Théodore Bourrit

Horace-Bénédict de Saussure le sollicite pour illustrer ses Voyages dans les Alpes. Les panoramas de montagne dessinés par Marc-Théodore Bourrit sont les premiers à rendre fidèlement l'aspect des massifs alpins.  Tous les livres de Bourrit sont illustrés par lui-même, le premier datant de 1773.

### L'écrivain
Marc-Théodore Bourrit est considéré comme le fondateur de la littérature alpine. Ses ouvrages sont clés dans l'histoire de la conquête du mont Blanc, même si ses descriptions ne sont pas toujours fidèles à la réalité. Ses talents de peintre vont lui permettre d'illustrer ses ouvrages, qui connaîtront un certain succès, en partie pour ses descriptions « extravagantes » du milieu montagnard, suscitant de la part des lecteurs admiration et effroi. Il intègre dans certains de ses écrits des notices sur les insectes rédigées par Louis Jurine ou des catalogues de plantes alpines édités par Louis Albert Necker-de Saussure. Ses ouvrages sont traduits en italien par Lazzaro Spallanzani et en allemand par Johannes Gessner.

#### Publications

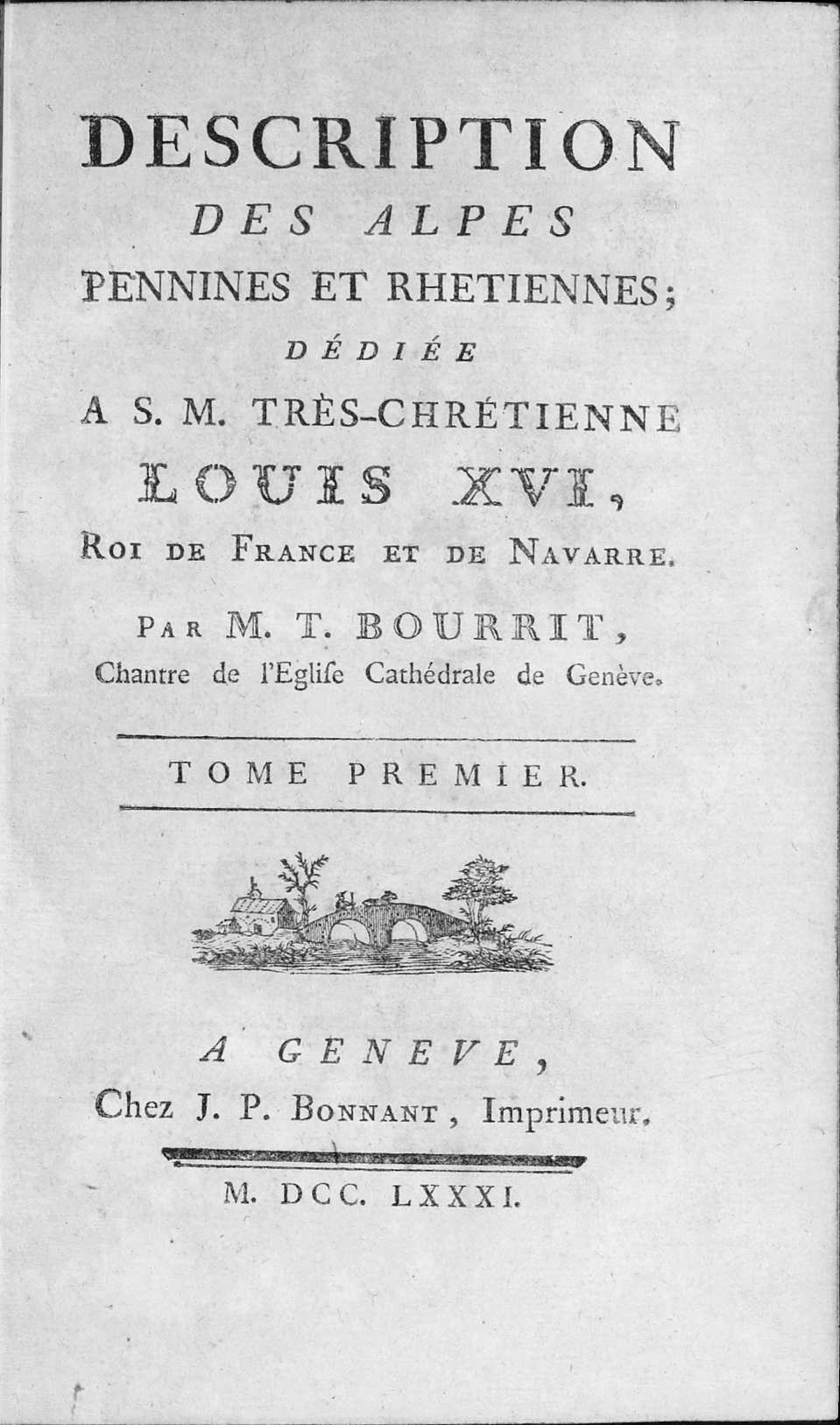
Description des Alpes Pennines et Rhetiennes, 1781.

- Description des glacières, glaciers et Amas de glace du duché de Savoye, Genève, J. P. Bonnant, 1773, 136 p. (lire en ligne)
- Description des Alpes Pennines et Rhetiennes, vol. I, Genève, J. P. Bonnant, 1781, 290 p. (lire en ligne)
- Description des Alpes Pennines et Rhetiennes, vol. II, Genève, J. P. Bonnant, 1781, 310 p. (lire en ligne)
- Nouvelle description des glacières et glaciers de Savoye, Genève, Paul Barde, 1785, 308 p. (lire en ligne)
- Itinéraire de Genève, Lausanne et Chamouni, Genève, J.-E. Didier, 1791, 389 p. (lire en ligne)
- Essai sur la musique d'Église et celle de Genève, Lausanne, J.P. Heubach, 1795, 32 p. (lire en ligne)
- Description des cols ou passages des Alpes, vol. I, Genève, G.-J. Manget, 1803, 298 p. (lire en ligne)
- Description des cols ou passages des Alpes, vol. II, Genève, G.-J. Manget, 1803, 228 p. (lire en ligne)

### Distinctions
- Membre de la Société pour l'encouragement des arts de Genève
- 1797 - Membre de l'Institut des sciences, de l'agriculture et des arts de Boulogne-sur-Mer